# Artes aplicadas

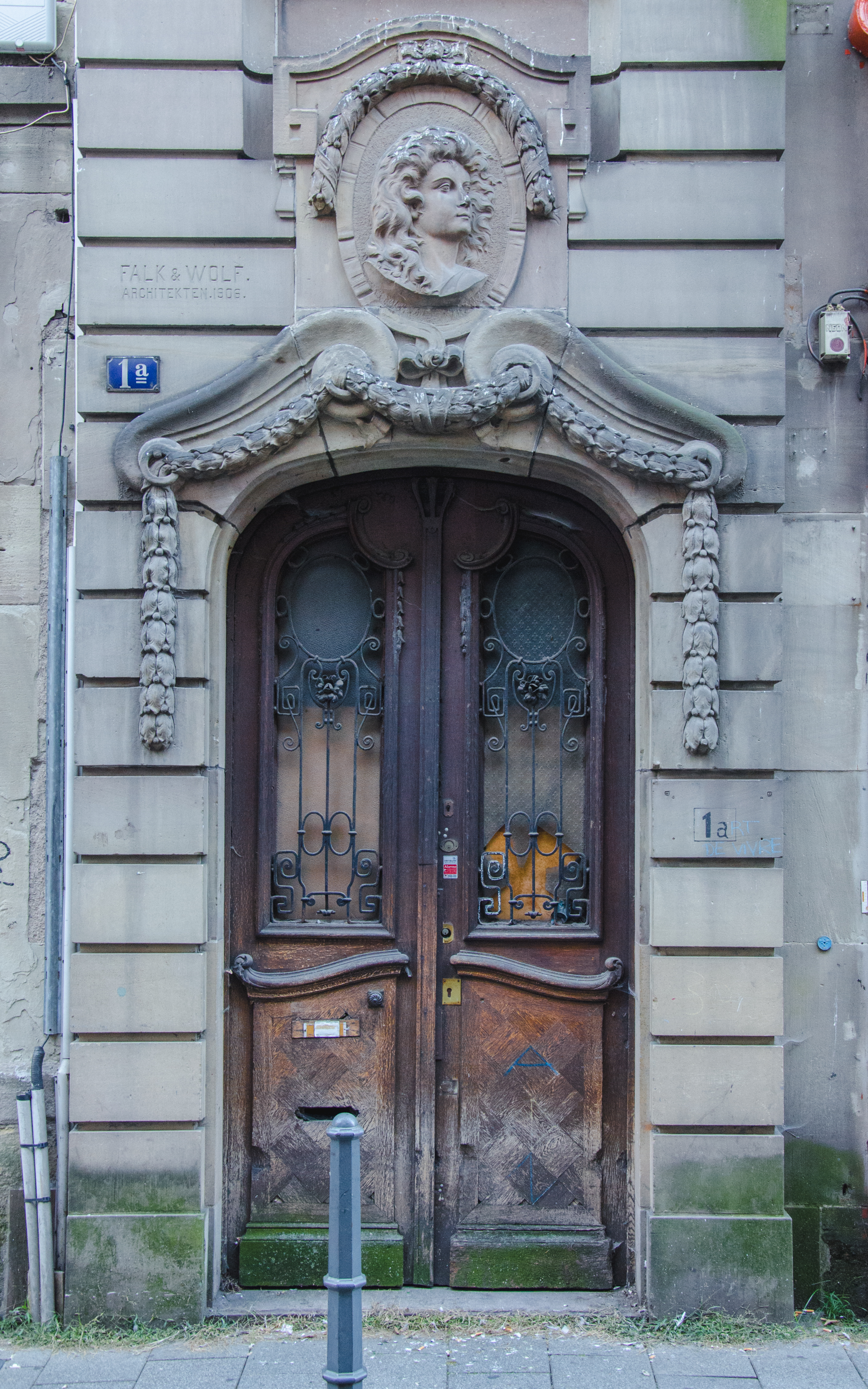
Artes aplicadas en un frontón y la puerta de un edificio.

Las artes aplicadas (también llamadas artes utilitarias o artes menores) son aquellas que incorporan los ideales de la composición y la creatividad a objetos de uso diario, como una taza, una revista, una puerta o un banco decorativo del parque. Surgen como una expresión que va en contraposición de las bellas artes, las cuales sirven de estímulo intelectual o de sensibilidad académica para el espectador. 
Actualmente, el grabado y la artesanía se encuentran en un punto intermedio entre las artes aplicadas y las plásticas. Esto no siempre fue así: las artes aplicadas se consideraban una actividad inferior dentro de las artes plásticas, adoptando un enfoque inicial en la producción múltiple y/o útil de la artesanía y el grabado. No obstante, el concepto cambiaría parcialmente en el siglo XVIII con la Revolución Industrial, cuando la técnica se transformó en tecnología, haciéndola compartir un territorio cercano a la ciencia aplicada.
Algunos ejemplos de las áreas englobadas por las artes aplicadas son el diseño industrial, el diseño de interiores, el diseño de modas, el diseño gráfico y la publicidad; de la misma manera, aunque en un contexto más abstracto o amplio, también se encuentran la fotografía y la arquitectura.
Gracias a la aparición de franquicias, muchos objetos de arte aplicado pueden ser coleccionables, como los juguetes, stickers, joyas, coches, guitarras eléctricas, diversos carteles de películas o anuncios antiguos, etc.

## Términos equivalentes o confluyentes
Algunos términos que generalmente se utilizan como equivalentes al de artes aplicadas son artes industriales y artes funcionales. Suelen identificarse con la palabra diseño, que se asocia directamente con el desarrollo del producto industrial moderno.
Por otra parte, hay expresiones mal empleadas, que conllevan a un significado o contexto erróneo, tal es el caso de  los oficios artísticos y las artes menores; esta última expresión no debe confundirse con arte menor (una forma métrica en la poesía), sino que implica la diferenciación con las artes mayores (pintura, escultura y arquitectura), y es propia de las artes tradicionales.
Otro término que tiene o ha tenido históricamente usos confluyentes con el de artes aplicadas es el de artes decorativas o suntuarias.
Los conceptos de artes funcionales y artes utilitarias puede entenderse como un estilo concreto dentro de las bellas artes o como equivalentes a los de artes útiles, identificados o no con el de artes aplicadas.
No debe confundirse el concepto de artes aplicadas con el concepto de ciencias aplicadas.

## Dominios
Hoy, se consideran dentro de las artes aplicadas:
- el diseño del espacio (arquitectura de interiores, paisajismo, eventos);
- el diseño textil (ropa, alta costura, vestuario, ropa para ocasiones especiales, accesorios);
- el diseño de productos (mobiliario, objetos industriales);
- el diseño de comunicación (diseño gráfico, publicidad, medios de comunicación, multimedia);
- la artesanía artística (vitrales, joyería, cerámica).

## Citas
1. ↑  Bores, Gonzalo et al. (1996). Introducción General al Arte. Madrid: Item. p. 282-283. Consultado el 6-8-16.

- Datos: Q207241
- Multimedia: Crafts / Q207241